# Geschmacksknospe

Schematische Darstellung einer Geschmacksknospe

Die Geschmacksknospen oder Schmeckknospen (Caliculi gustatorii) sind zwiebelförmige Strukturen in der Mundschleimhaut von Wirbeltieren. Sie beherbergen neben anderen Zelltypen die Sinneszellen des Geschmackssinnes.

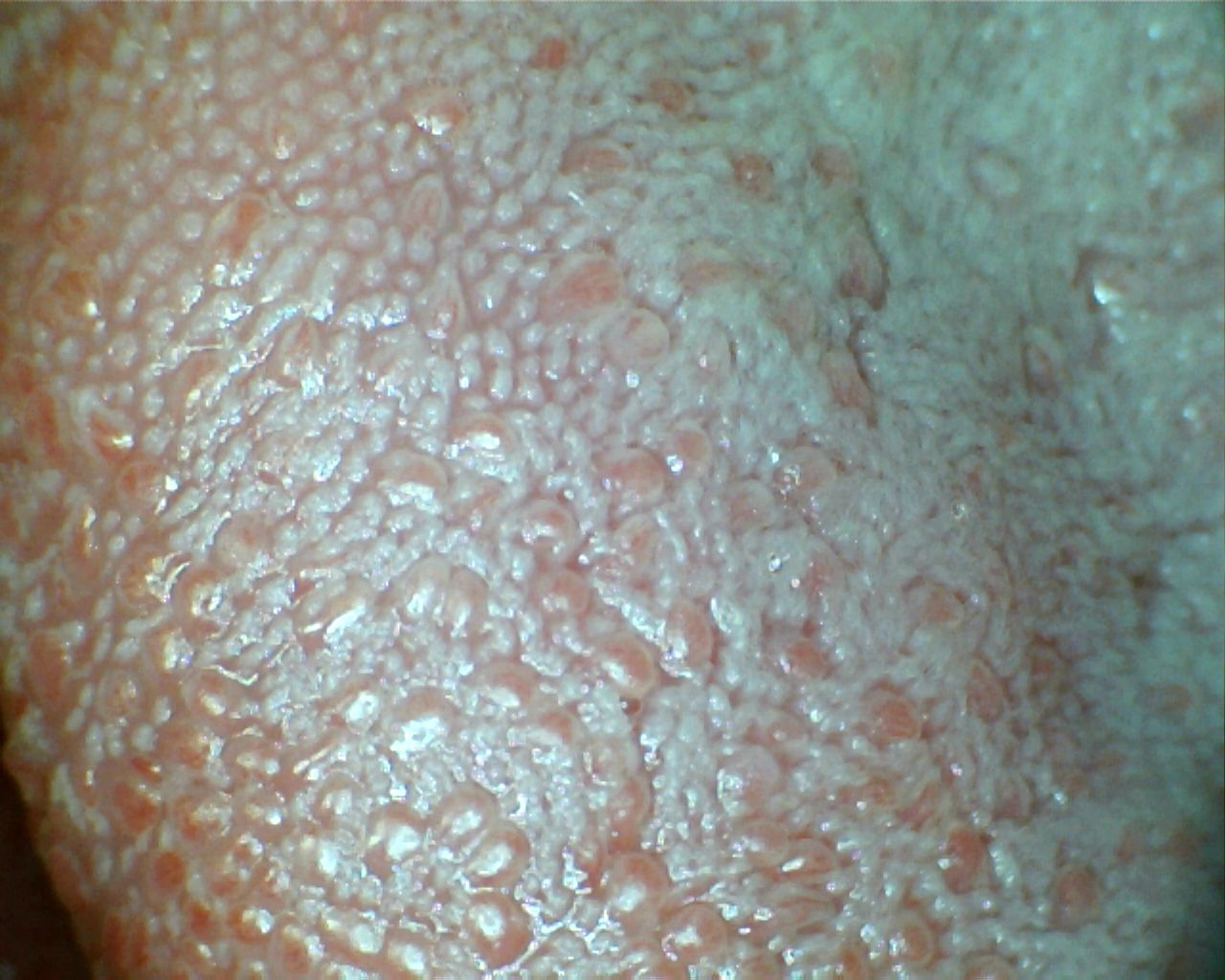
Zungenoberfläche mit Geschmackspapillen, die Geschmacksknospen enthalten

An der Spitze einer jeden Geschmacksknospe bildet das umgebende Epithel der Schleimhaut eine Öffnung (Porus gustatorius), durch die Speichel und darin gelöste Essensbestandteile an die Geschmackssinneszellen gelangen können. In den Geschmacksporus vorragende Ausstülpungen der Sinneszellmembran, ihre apikalen Mikrovilli, tragen den Großteil der molekularen Geschmacksrezeptoren. Ein chemischer Kontakt mit diesen reizt die Sinneszelle. Ihr Signal wird von Dendriten afferenter Nervenzellen aufgenommen und ins Zentralnervensystem weitergeleitet. Diese Nervenfasern verlassen an der Basis eine Geschmacksknospe, in der sich dann zumeist Chemorezeptoren für mehrere Geschmacksqualitäten befinden (→ Gustatorische Wahrnehmung).
Die Geschmacksknospen der Zunge sind Oberflächenstrukturen zugeordnet, den Geschmackspapillen (Papillae gustatoriae). Bei Säugetieren liegen etwa 75 % der Geschmacksknospen in Papillen auf der Zunge, die meisten auf dem hinteren Drittel dem Zungengrund zu. Der Rest der Geschmacksknospen verteilt sich auf Gaumensegel, Nasenrachen, Kehlkopf und obere Speiseröhre.
Die Geschmacksknospen der Papillen am Zungengrund werden gereinigt durch kleine seröse Spüldrüsen, Geschmacksdrüsen (Glandulae gustatoriae) oder – nach ihrem Entdecker (1872) Viktor von Ebner-Rofenstein – Ebner-Spüldrüsen genannt. Deren Sekret enthält zudem unspezifische Lipasen mit Optimum im sauren Bereich (Zungengrundlipasen), durch deren Wirkung Fettsäuren aus Nahrungsfetten freigesetzt werden.

## Geschmackspapillen
Bis zu hundert Geschmackssinneszellen liegen in einer Geschmacksknospe. Mehr als hundert Geschmacksknospen können wiederum in einer Geschmackspapille liegen. Der erwachsene Mensch hat meist weniger als vierhundert Geschmackspapillen auf der Zunge und insgesamt etwa 9.000 Geschmacksknospen, die meisten davon in den Papillen.

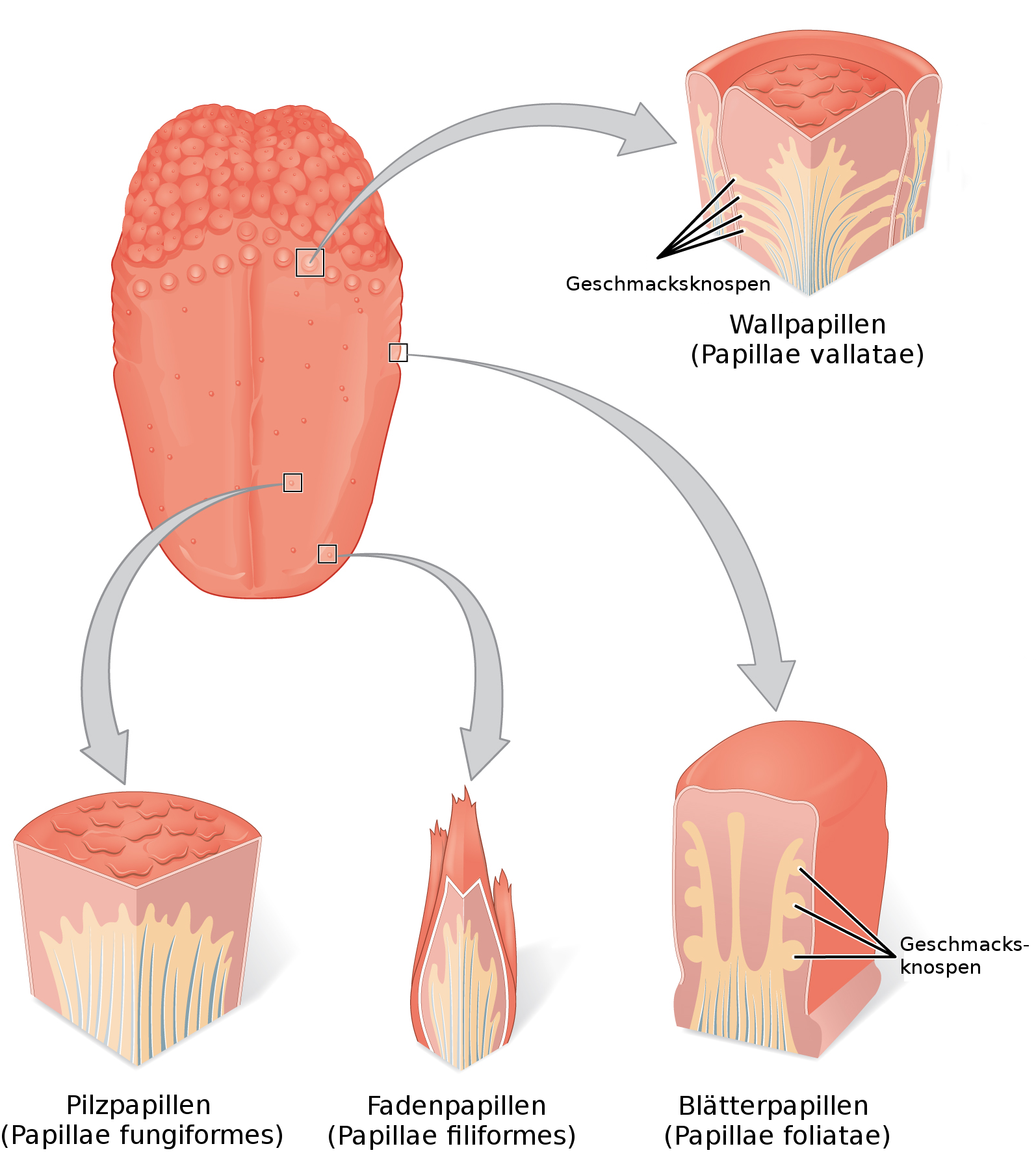

Ihrer Form nach unterscheidet man die eigentlichen Geschmackspapillen in drei Typen:
- Wallpapillen (Papillae vallatae): Beim Menschen liegen die etwa ein dutzend Wallpapillen im hinteren Drittel der Zunge. Sie sind sehr viel größer als Pilzpapillen und können mehrere hundert  Geschmacksknospen enthalten.
- Blätterpapillen (Papillae foliatae): Die Blätterpapillen haben die Form von dicht hintereinander liegenden Falten. Sie befinden sich auf der Seite des hinteren Drittels der Zunge. Jede Blätterpapille enthält etwa 50 Geschmacksknospen.
- Pilzpapillen (Papillae fungiformes): Sie sind vorwiegend auf den vorderen zwei Dritteln des Zungenrückens verteilt. Sie tragen beim Menschen etwa 3–5 Geschmacksknospen. Deutlich sichtbar werden sie, wenn man Milch getrunken hat.

Neben diesen Geschmackspapillen kommen auch mechanische Papillen (Papillae mechanicae) vor, die keine Geschmacksreize aufnehmen und Keratingebilde tragen. Über den gesamten Zungenrücken verteilt finden sich Fadenpapillen (Papillae filiformes), deren Sinneszellen auf mechanische Reize ansprechen und so ein Tastempfinden auf der Zunge vermitteln. Sehr dicke und stark verhornte Papillen werden als konische Papillen (Papillae conicae) bezeichnet, sehr flache und dicke als linsenförmige Papillen (Papillae lentiformes).

## Innervation
Geschmackssinneszellen sind sekundäre Sinneszellen, sie besitzen als spezialisierte Epithelzellen kein eigenes Axon. Zur Weiterleitung der Signale in das Zentralnervensystem werden sie von afferenten Nerven innerviert, den Geschmacksfasern. Der Nervus petrosus major, ein Ast des Nervus facialis (VII), versorgt die Geschmacksknospen des Gaumens. Ein weiterer Ast des Nervus facialis, die Chorda tympani versorgt die Pilzpapillen in den vorderen zwei Dritteln der Zunge und Teile der Geschmacksknospen in den vorderen Blätterpapillen. Der Rest der Blätterpapillen und die Wallpapillen werden von den Zungenästen des Nervus glossopharyngeus (IX) innerviert. Die Geschmacksknospen der Epiglottis werden vom Nervus laryngeus superior, einem Ast des Nervus vagus (X) versorgt. Über welchen Nerv die Geschmacksinformationen der Knospen der Speiseröhre und des Nasenrachens weitergeleitet werden, ist noch nicht völlig geklärt; man vermutet, dass auch hier die Nervi glossopharyngeus und vagus beteiligt sind.

## Zelltypen
In jeder Geschmacksknospe finden sich beim Menschen etwa 40–60 Sinneszellen des Geschmackssinnes.
Seit langem ist bekannt, dass Geschmacksknospen aus mehreren Zelltypen aufgebaut sind. Die heute gebräuchlichste Aufteilung umfasst Typ-I- bis Typ-III-Zellen sowie Basalzellen, die manchmal auch als Typ-IV-Zellen bezeichnet werden. Die Einteilung beruht ursprünglich auf Beobachtungen von Gewebeschnitten im Elektronenmikroskop und wurde später durch molekularbiologische Methoden gestützt.
- Typ-I-Zellen sind kleiner als Typ-II- und Typ-III-Zellen, typischerweise elektronendicht, weisen mehrere Mikrovilli an ihrer Spitze auf und haben Membranausstülpungen, die benachbarte Typ-II- und Typ-III-Zellen einhüllen. Aus diesem Grund wird eine unterstützende Funktion dieser Zellen vermutet. Unterstützt wird diese Vermutung dadurch, dass Typ-I-Zellen unter anderem GLAST (Glutamat-Aspartat-Transporter) exprimieren, der sich auch in Gliazellen, den unterstützenden Zellen des Nervensystems, findet.[2]
- Typ-II-Zellen sind weniger elektronendicht und weisen nur einen einzelnen Mikrovillus an ihrer Spitze auf. Die genaue Aufgabe der Typ-II-Zellen ist noch nicht vollständig geklärt. Aufgrund des Expressionsmusters ist anzunehmen, dass sie einen Großteil der Geschmacksrezeptoren enthalten. Typ-II-Zellen exprimieren unter anderem α-Gustducin, eine Untereinheit des in die Geschmackswahrnehmung involvierten G-Proteins, den Phospholipase-Subtyp PLCβ2 sowie IP3R3, einen Subtyp des Inositoltrisphosphatrezeptors. Aber auch das für die Reizweiterleitung wichtige Protein Synaptobrevin konnte nachgewiesen werden.[2]
- Typ-III-Zellen sind ebenfalls wenig elektronendicht und bilden die Synapsen mit afferenten Nervenzellen der drei Hirnnerven. Dies spiegelt sich in ihrem Proteinexpressionsprofil wider: Man konnte Synaptobrevin, SNAP-25 – die bei der Transmitterfreisetzung an der Präsynapse beteiligt sind – sowie NCAM (Neuronales Zelladhäsionsmolekül) nachweisen. Allerdings finden sich auch die für Geschmackswahrnehmung wichtigen Proteine PLCβ2 und IP3R3 in Typ-III-Zellen.[2]
- Aus den Basalzellen gehen beständig neue Zellen hervor, die die kurzlebigen Geschmackssinneszellen ablösen und erneuern.

### Verteilung
Die Verteilung und die Anzahl der Geschmacksknospen differieren innerhalb der Säugetiere. Bei Vögeln trägt die Zunge keine Geschmacksknospen, hier sind sie im Rachen lokalisiert. Der Wels Ictalurus furcatus hat sogar Geschmacksknospen auf der ganzen Körperoberfläche.
2010 wurde bekannt, dass Säugetiere in der Lunge offenbar auch Rezeptoren für bittere Stoffe haben. Bei Inhalation von Bitterstoffen soll über diese eine Entspannung der glatten Muskulatur der Bronchien vermittelt werden, sodass die Atemwege weiter werden. Diese Rezeptoren werden allerdings von Zellen der glatten Atemwegsmuskulatur selbst gebildet, die darüber auf Bitterstoffe mit einer Dilatation reagieren können; von (neuronal eingebundenen) Sinneszellen sollte man in diesem Zusammenhang also nicht sprechen.

## Historisches
Die Geschmacksknospen wurden – unabhängig voneinander – 1867 von Gustav Schwalbe und dem schwedischen Mediziner Christian Lovén (1835–1904) entdeckt.